# هربرت بوفلر
هربرت بوفلر (انگلیسی: Herbert Bouffler; ۱۶ فوریهٔ ۱۸۸۱ – تاریخ ورودی نامعتبر است) دوچرخه‌سوار اهل بریتانیا بود.
وی در مسابقات کشوری و بین‌المللی در مجموع برندهٔ ۱ مدال نقره شده‌است.